# Nicholas Katz

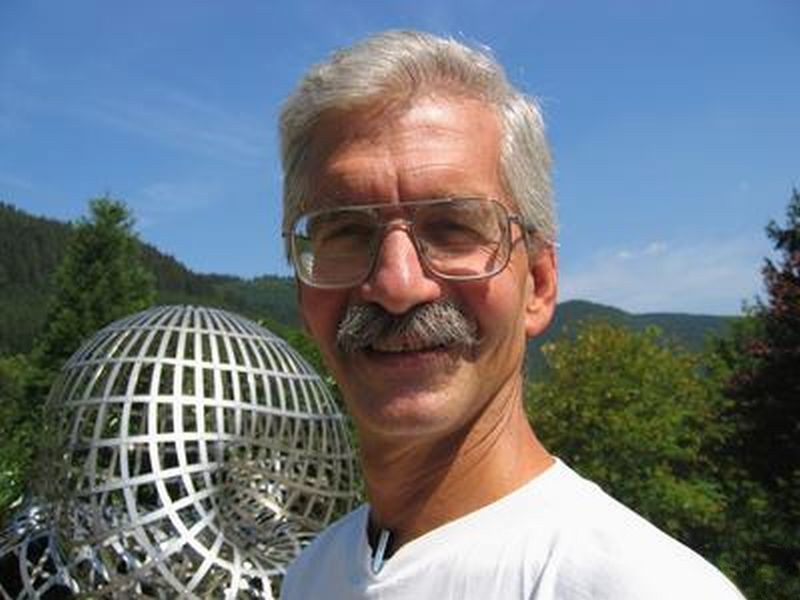
Nicholas Katz am Mathematischen Forschungsinstitut Oberwolfach 2004

Nicholas Michael Katz (* 7. Dezember 1943 in Baltimore, Maryland), auch „Nick Katz“, ist ein US-amerikanischer Mathematiker, der sich mit algebraischer Geometrie und Zahlentheorie beschäftigt.

## Leben
Nicholas Katz studierte an der Johns Hopkins University (Bachelor 1964) und an der Princeton University, wo er 1965 seinen Master-Abschluss machte und 1966 bei Bernard Dwork mit der Dissertation On the Differential Equations Satisfied by Period Matrices promoviert wurde. Danach war er Instructor und Lecturer, 1968 Assistenzprofessor, 1971 Associate Professor und ab 1974 Professor in Princeton. 2002 bis 2005 war er dort Fakultätsvorsitzender. Er war Gastwissenschaftler an der University of Minnesota, der Universitäten von Kyoto und Paris (Paris VI und Orsay) sowie am Institute for Advanced Study und am Institut des Hautes Études Scientifiques (IHES).
1968/69 war er NATO Postdoctoral Fellow, 1975/76 und 1987/88 Guggenheim Fellow und 1970/72 Sloan Research Fellow. Seit 2003 ist er Mitglied der American Academy of Arts and Sciences und seit 2004 der National Academy of Sciences. 2003 erhielt er mit Peter Sarnak den Levi L. Conant-Preis der American Mathematical Society (AMS) für ihren Aufsatz Zeroes of Zeta Functions and Symmetry im Bulletin der American Mathematical Society.
Katz untersuchte unter anderem mit Sarnak die Verbindung der Eigenwertverteilung von großen Zufallsmatrizen klassischer Gruppen und der Verteilung der Abstände der Nullstellen verschiedener {\displaystyle L}- und Zetafunktionen in der algebraischen Geometrie. Er untersuchte auch trigonometrische Summen (wie die in der Zahlentheorie wichtigen Gauß-Summen) mit algebro-geometrischen Methoden. 1973 verallgemeinerte er das Konzept der kurz zuvor von Jean-Pierre Serre als p-adische Reduktion klassischer Modulformen eingeführten p-adischen Modulformen.
1970 war er Invited Speaker auf dem Internationalen Mathematikerkongress in Nizza (The regularity theorem in algebraic geometry) und 1978 in Helsinki (p-adic L functions, Serre-Tate local moduli and ratios of solutions of differential equations). 2003 erhielt er mit Sarnak den Levi-L.-Conant-Preis. 2023 wurde er von der AMS mit dem Leroy P. Steele Prize for Lifetime Achievement ausgezeichnet.
Seit 2004 ist er Herausgeber der Annals of Mathematics. Der zweite Teil von SGA 7 (1967 bis 1969 am IHES) wurde von ihm und Pierre Deligne herausgegeben (sie leiteten das Seminar, während Grothendieck sich schon zunehmend aus der Mathematik zurückzog).
Zu seinen Doktoranden zählen Mark Kisin und Neal Koblitz sowie William Messing (Zweitgutachter).

## Schriften
- Moments, Monodromy, and Perversity. A Diophantine Perspective. Annals of Mathematical Studies, Princeton 2005, ISBN 0691123306.
- Gauss sums, Kloosterman sums, and monodromy groups. Annals of Mathematical Studies, Princeton 1988.
- Exponential sums and differential equations. Annals of Mathematical Studies, Princeton 1990.
- Twisted {\displaystyle L}-functions and Monodromy. Annals of Mathematical Studies, Princeton 2002.
- Rigid Local Systems. Annals of Mathematical Studies, Princeton 1996.
- Mit Barry Mazur: Arithmetic Moduli of elliptic curves. Princeton 1985.
- Mit Peter Sarnak: Random Matrices, Frobenius Eigenvalues, and Monodromy. AMS Colloquium publications 1998, ISBN 0821810170.
- Mit Peter Sarnak: Zeroes of zeta functions and symmetry. Bulletin of the AMS, Bd. 36, 1999, S. 1–26.